# Trichopelma maculatum
Trichopelma maculatum är en spindelart som först beskrevs av Banks 1906.  Trichopelma maculatum ingår i släktet Trichopelma och familjen Barychelidae. Inga underarter finns listade i Catalogue of Life.